# Signe Andreasen
Anna Hansine (Signe) Ingeborg Petrine Andreasen (født 31. august 1853 i Lillerød, død 15. marts 1919 på Frederiksberg) var en dansk blomstermaler.
Signe Andreasen var overvejende selvlært, fik dog undervisning af Emmy Thornam og tog undervisning i Paris 1887. Hendes motiver især var havens blomster og de blomstrende buske og træer.